# Junius Edgar West
Junius Edgar West, född 12 juli 1866 i Sussex County, Virginia, död 1 januari 1947 i Richmond, Virginia, var en amerikansk demokratisk politiker. Han var Virginias viceguvernör 1922–1930.
West valdes 1902 till Virginias delegathus och satt mellan 1912 och 1921 i delstatens senat. Som viceguvernör tjänstgjorde han under guvernörerna Elbert Lee Trinkle och Harry F. Byrd.
West avled 1947 och gravsattes på Cedar Hill Cemetery i Suffolk i Virginia.